# Benthophilinae
Benthophilinae là một phân họ Cá bống trắng châu Âu.

## Các loài
- Bộ Benthophilini
  - Anatirostrum
  - Benthophiloides
  - Benthophilus (kiểu chi)
  - Caspiosoma
- Bộ Neogobiini
  - Neogobius
- Bộ Ponticolini
  - Babka
  - Mesogobius
  - Ponticola
  - Proterorhinus